# Back to the Front
Back to the Front je druhé sólové studiové album amerického písničkáře Boba Neuwirtha. Vydáno bylo roku 1988 společností Gold Castle Records a jde o jeho první album od roku 1974, kdy vydal desku Bob Neuwirth. Producentem alba byl Steven Soles, který s Neuwirthem spolupracoval i na dalších albech. Album bylo nahráno v producentově domě během let 1987 až 1988.

## Seznam skladeb
Autorem všech skladeb je Bob Neuwirth, pokud není uvedeno jinak.
1. „Eye on the Road“ – 4:18
2. „Annabelle Lee“ – 4:58
3. „Private Eye“ (Neuwirth, Nan O'Byrne) – 2:57
4. „Beauty“ – 5:09
5. „Heartaches“ – 2:44
6. „Pretend“ (Neuwirth, Ned Albright, Steven Soles) – 3:18
7. „Turn It Around“ (Neuwirth, Albright, Soles) – 3:29
8. „Venice Beach“ – 4:42
9. „Lucky“ (Neuwirth, Joe New, Albright, Soles) – 3:33
10. „Akron“ – 6:40
11. „Blues Outro“ – 1:12

## Obsazení
- Bob Neuwirth – zpěv, kytara
- Steven Soles – kytara, doprovodné vokály
- David Mansfield – kytara, baskytara, housle
- Kenny Edwards – kytara, dvanáctistrunná kytara, baskytara, doprovodné vokály
- Bernie Leadon – dobro, mandolína
- Ned Albright – kytara, doprovodné vokály
- Mickey Raphael – harmonika
- Peter Case – doprovodné vokály
- Sam Phillips – doprovodné vokály
- Victoria Williams – doprovodné vokály
- Stephen Bruton – kytara
- T-Bone Burnett – mandocello, doprovodné vokály
- Sandy Bull – úd
- Jorge Bermudez – perkuse
- Michael Bannister – perkuse